# Taluqan (huyện)
Taluqan là một huyện thuộc tỉnh Takhar, Afghanistan. Dân số thời điểm năm 1999 là 172,107 người.